# Bykle
Bykle este o comună din provincia Agder, Norvegia.